# 苏村乡 (大荔县)
苏村乡是中国陕西省渭南市大荔县下辖的一个乡。

## 行政区划
苏村乡下辖以下行政区：
洪善村、陈村、三里村、溢渡村、堡子村、苏村、槐园村、沙南村